# ヒョリム未来女帝最強戦
ヒョリム未来女帝最強戦（ヒョリムみらいじょていさいきょうせん、효림배 미래 여제 최강전）は、韓国の囲碁の若手女流棋士による棋戦。2022年から開始。
- 主催 韓国棋院
- 後援 ヒョリム会計法人
- 優勝賞金 1000万ウォン

## 試合形式
- 18名によるトーナメント戦で、決勝は一番勝負。
- 持ち時間は、第1回は各30分、40秒の秒読み3回。第2回からはフィッシャー方式20分、追加時間20秒
- コミは6目半

## 結果

### 過去の優勝者と決勝戦
- 第1回 2022年 金恩持 - 金旼柾
- 第2回 2023年 朴昭律 - 金湊笌
- 第3回 2024年 許瑞玹 - 尹羅恩

### 第1回
2022年に開催。2000年以降生まれの棋士18人が出場。準決勝以降は慶尚北道軍威郡で行われた。
- 1回戦（11月7日）
  - 金旼柾 - 金相仁、張恩穦 - 李娜炅
- 2回戦（11月8日）
  - 金恩持 - 朴昭律、鄭有珍 - 高胤瑞、金珉舒 - 柳珠儇、朴昭律 - 金孝英、
  - 李度弦 - 張恩穦、金希洙 - 金京垠、金旼柾 - 李슬주、許瑞玹 - 高미소
- 3回戦（11月8日）金恩持 - 鄭有珍、金珉舒 - 朴昭律、李度弦 - 金希洙、金旼柾 - 許瑞玹
- 準決勝（11月23日）金恩持 - 李度弦、金旼柾 - 金珉舒
- 決勝戦（11月24日）金恩持 - 金旼柾

### 第2回
2023年に開催。2001年以降生まれの18人が出場。
- 準決勝 朴昭律 - 許瑞玹、金湊笌 - 金珉舒
- 決勝戦 朴昭律 - 金湊笌

### 第3回
2023年に開催。2002年以降生まれの19人が出場。
- 準決勝 許瑞玹 - 仲邑菫、尹羅恩 - 金湊笌
- 決勝戦 許瑞玹 - 尹羅恩